# Folk Friends
Folk Friends war eine kurzzeitig für Aufnahmen zusammengestellte Studiogruppe.

## Werdegang
Auf Einladung von Hannes Wader trafen sich unter dieser Bezeichnung Musiker der deutschen und englischsprachigen Liedermacher- und Folkmusik-Szene im Müllerhaus bei Waders Wohnung, der Windmühle „Fortuna“ in Struckum bei Husum.
Teilnehmer des ersten Folk-Friends-Treffens waren Derroll Adams, Davey Arthur, Alex Campbell, Guy & Candie Carawan, Finbar Furey, Wizz Jones, Werner Lämmerhirt, Matthias Raue, Jörg Suckow und Hannes Wader.
Am zweiten Folk-Friends-Treffens nahmen Derroll Adams, Davey Arthur, Alex Campbell, Guy & Candie Carawan, Ramblin’ Jack Elliott, John Faulkner, Finbar Furey, Dick Gaughan, Andy Irvine, Wizz Jones, Dolores Keane, Werner Lämmerhirt, Lydie Slopianka-Auvray, Jörg Suckow, Danny Thompson und Hannes Wader teil.

## Studioalben
- 1979 – Folk Friends (Doppel-LP, 24 Lieder, Label: FolkFreak FF 3001-2)
 Aufgenommen 12.–18. Juni 1978, Toningenieur: Günther Pauler, produziert von Carsten Linde.
- 1981 – Folk Friends 2 (Doppel-LP, 24 Lieder, Label: FolkFreak FF 3003/4)
 Aufgenommen 16.–28. Okt. 1980, Toningenieur: Günther Pauler, produziert von Carsten Linde.

- 1990 – Folk Friends 2 (CD-Ausgabe, 21 Lieder, Label: Wundertüte, TÜT CD 72.150; CD Re-Release 2009, Label: Conträr Musik CD 931672)
- 1992 – Folk Friends (CD-Ausgabe, 22 Lieder, Label: Wundertüte, TÜT CD 72.160; CD Re-Release 2009, Label: Conträr Musik CD 931692)

Die CD-Ausgaben weichen in der Zusammenstellung teilweise von den LP-Ausgaben ab.